# Élections législatives de 1981 dans le Bas-Rhin
Les élections législatives françaises de 1981 dans le Bas-Rhin se déroulent les 14 et 21 juin 1981.

## Élus
| Circonscription | Député sortant                               | Parti | Parti         | Député élu ou réélu   | Parti | Parti         |
| --------------- | -------------------------------------------- | ----- | ------------- | --------------------- | ----- | ------------- |
| 1re             | Émile Koehl                                  |       | UDF (CDS)     | Émile Koehl           |       | UDF (CDS)     |
| 2e              | André Bord                                   |       | RPR           | Jean Oehler           |       | PS            |
| 3e              | André Durr                                   |       | RPR           | André Durr            |       | RPR           |
| 4e              | Germain Gengenwin suppléant de Georges Klein |       | UDF (CDS)     | Germain Gengenwin     |       | UDF (CDS)     |
| 5e              | Jean-Marie Caro                              |       | UDF (CDS)     | Jean-Marie Caro       |       | UDF (CDS)     |
| 6e              | Adrien Zeller                                |       | Divers droite | Adrien Zeller         |       | Divers droite |
| 7e              | François Grussenmeyer                        |       | RPR           | François Grussenmeyer |       | RPR           |
| 8e              | Germain Sprauer                              |       | RPR           | Germain Sprauer       |       | RPR           |

## Positionnement des partis
La majorité sortante UDF-RPR-CNIP se présente sous le sigle « Union pour la nouvelle majorité », le Parti socialiste unifié sous l'étiquette « Alternative 81 ». Quant aux écologistes proches de Brice Lalonde, ex-candidat à la présidentielle, ils se réunissent sous la bannière « Aujourd'hui l'écologie ».

## Résultats

### Résultats à l'échelle du département
| Parti          | Parti                                       | Premier tour | Premier tour | Second tour | Second tour | Sièges |
| Parti          | Parti                                       | Voix         | %            | Voix        | %           | Sièges |
| -------------- | ------------------------------------------- | ------------ | ------------ | ----------- | ----------- | ------ |
|                | Rassemblement pour la République            | 108 408      | 28,87        | 67 373      | 31          | 3      |
|                | Divers droite                               | 72 980       | 19,43        | 15 086      | 6,94        | 1      |
|                | Union pour la démocratie française          | 52 713       | 14,04        | 38 745      | 17,83       | 3      |
|                | Centre national des indépendants et paysans | 1 907        | 0,51         |             |             | 0      |
|                | Union pour la nouvelle majorité             | 236 008      | 62,85        | 121 204     | 55,77       | 7      |
|                |                                             |              |              |             |             |        |
|                | Parti socialiste                            | 112 801      | 30,04        | 96 124      | 44,23       | 1      |
|                | Parti communiste français                   | 11 375       | 3,03         |             |             | 0      |
|                | Majorité présidentielle                     | 124 176      | 33,07        | 96 124      | 44,23       | 1      |
|                |                                             |              |              |             |             |        |
|                | Divers écologiste (Aujourd'hui l'écologie)  | 12 902       | 3,43         |             |             | 0      |
|                | Extrême gauche (dont LO)                    | 1 373        | 0,36         | 0           |             |        |
|                | Parti socialiste unifié                     | 470          | 0,12         | 0           |             |        |
|                | Extrême droite                              | 448          | 0,12         | 0           |             |        |
|                | Mouvement populaire alsacien                | 123          | 0,03         | 0           |             |        |
|                |                                             |              |              |             |             |        |
| Inscrits       | Inscrits                                    | 582 029      | 100,00       | 326 080     | 100,00      | 8      |
| Abstentions    | Abstentions                                 | 198 521      | 34,11        | 103 954     | 31,88       |        |
| Votants        | Votants                                     | 383 508      | 65,89        | 222 126     | 68,12       |        |
| Blancs et nuls | Blancs et nuls                              | 8 008        | 2,09         | 4 798       | 2,16        |        |
| Exprimés       | Exprimés                                    | 375 500      | 97,91        | 217 328     | 97,84       |        |

### Résultats par circonscription

#### Première circonscription (Strasbourg-I)
| Candidat       | Candidat                  | Parti          | Premier tour | Premier tour | Second tour | Second tour |  |
| Candidat       | Candidat                  | Parti          | Voix         | %            | Voix        | %           |  |
| -------------- | ------------------------- | -------------- | ------------ | ------------ | ----------- | ----------- |  |
|                | Émile Koehl sortant réélu | UDF (CDS)      | 12 548       | 42,65        | 17 653      | 58,58       |  |
|                | Roland Ries               | PS             | 8 838        | 30,04        | 12 482      | 41,42       |  |
|                | François Bilger           | Divers droite  | 4 946        | 16,81        |             |             |  |
|                | François Joseph           | MÉP            | 1 441        | 4,90         |             |             |  |
|                | Françoise Olivier-Utard   | PCF            | 872          | 2,96         |             |             |  |
|                | Jean-Michel Hornus        | PSU            | 470          | 1,60         |             |             |  |
|                | Charles Zind              | Régionaliste   | 123          | 0,42         |             |             |  |
|                | Joseph Rennemann          | Divers droite  | 99           | 0,33         |             |             |  |
|                | Ernest Meyer              | Divers droite  | 85           | 0,29         |             |             |  |
|                |                           |                |              |              |             |             |  |
| Inscrits       | Inscrits                  | Inscrits       | 47 655       | 100,00       | 47 654      | 100,00      |  |
| Abstentions    | Abstentions               | Abstentions    | 17 889       | 37,54        | 16 909      | 35,48       |  |
| Votants        | Votants                   | Votants        | 29 766       | 62,46        | 30 745      | 64,52       |  |
| Blancs et nuls | Blancs et nuls            | Blancs et nuls | 344          | 1,16         | 610         | 1,98        |  |
| Exprimés       | Exprimés                  | Exprimés       | 29 422       | 98,84        | 30 135      | 98,02       |  |

#### Deuxième circonscription (Strasbourg-II)
| Candidat       | Candidat           | Parti          | Premier tour | Premier tour | Second tour | Second tour |  |
| Candidat       | Candidat           | Parti          | Voix         | %            | Voix        | %           |  |
| -------------- | ------------------ | -------------- | ------------ | ------------ | ----------- | ----------- |  |
|                | Jean Oehler élu    | PS             | 19 351       | 40,19        | 27 975      | 54,8        |  |
|                | André Bord sortant | RPR (UNM)      | 15 746       | 32,71        | 23 078      | 45,2        |  |
|                | André Vierling     | Divers droite  | 6 646        | 13,80        |             |             |  |
|                | René Bailleux      | PCF            | 2 133        | 4,43         |             |             |  |
|                | Jean de Barry      | MÉP            | 2 109        | 4,38         |             |             |  |
|                | Jean-Pierre Brun   | Divers droite  | 1 494        | 3,10         |             |             |  |
|                | Pierrette Morinaud | LO             | 469          | 0,97         |             |             |  |
|                | Bernard Fischer    | Extrême gauche | 195          | 0,40         |             |             |  |
|                |                    |                |              |              |             |             |  |
| Inscrits       | Inscrits           | Inscrits       | 81 255       | 100,00       | 81 255      | 100,00      |  |
| Abstentions    | Abstentions        | Abstentions    | 32 313       | 39,77        | 28 419      | 34,98       |  |
| Votants        | Votants            | Votants        | 48 942       | 60,23        | 52 836      | 65,02       |  |
| Blancs et nuls | Blancs et nuls     | Blancs et nuls | 799          | 1,63         | 1 783       | 3,37        |  |
| Exprimés       | Exprimés           | Exprimés       | 48 143       | 98,37        | 51 053      | 96,63       |  |

#### Troisième circonscription (Strasbourg-Campagne)
| Candidat       | Candidat                 | Parti          | Premier tour | Premier tour | Second tour | Second tour |  |
| Candidat       | Candidat                 | Parti          | Voix         | %            | Voix        | %           |  |
| -------------- | ------------------------ | -------------- | ------------ | ------------ | ----------- | ----------- |  |
|                | André Durr sortant réélu | RPR (UNM)      | 37 190       | 49,06        | 44 295      | 54,15       |  |
|                | Alfred Muller            | PS             | 28 270       | 37,29        | 37 498      | 45,84       |  |
|                | Claude Bronn             | Divers droite  | 3 539        | 4,67         |             |             |  |
|                | Andrée Buchmann          | MÉP            | 3 058        | 4,03         |             |             |  |
|                | Édouard Winterhalter     | PCF            | 2 891        | 3,81         |             |             |  |
|                | Michel Schmidt           | LO             | 709          | 0,93         |             |             |  |
|                | Olivier Roujansky        | Divers droite  | 141          | 0,18         |             |             |  |
|                |                          |                |              |              |             |             |  |
| Inscrits       | Inscrits                 | Inscrits       | 122 115      | 100,00       | 122 116     | 100,00      |  |
| Abstentions    | Abstentions              | Abstentions    | 45 214       | 37,03        | 39 101      | 32,02       |  |
| Votants        | Votants                  | Votants        | 76 901       | 62,97        | 83 015      | 67,98       |  |
| Blancs et nuls | Blancs et nuls           | Blancs et nuls | 1 103        | 1,43         | 1 222       | 1,47        |  |
| Exprimés       | Exprimés                 | Exprimés       | 75 798       | 98,57        | 81 793      | 98,53       |  |

#### Quatrième circonscription (Sélestat)
| Candidat       | Candidat                        | Parti          | Premier tour | Premier tour | Second tour | Second tour |  |
| Candidat       | Candidat                        | Parti          | Voix         | %            | Voix        | %           |  |
| -------------- | ------------------------------- | -------------- | ------------ | ------------ | ----------- | ----------- |  |
|                | Germain Gengenwin sortant réélu | UDF (CDS)      | 16 127       | 32,32        | 21 092      | 38,81       |  |
|                | Guy Sautter                     | Divers droite  | 16 023       | 32,12        | 15 086      | 27,76       |  |
|                | Louis Boltz                     | PS             | 13 839       | 27,74        | 18 169      | 33,43       |  |
|                | Martine Offenstein-Herber       | MÉP            | 2 455        | 4,92         |             |             |  |
|                | Gilbert Hugel                   | PCF            | 1 178        | 2,36         |             |             |  |
|                | Alfred Pflaum                   | Divers droite  | 266          | 0,53         |             |             |  |
|                |                                 |                |              |              |             |             |  |
| Inscrits       | Inscrits                        | Inscrits       | 75 058       | 100,00       | 75 055      | 100,00      |  |
| Abstentions    | Abstentions                     | Abstentions    | 23 635       | 31,49        | 19 525      | 26,01       |  |
| Votants        | Votants                         | Votants        | 51 423       | 68,51        | 55 530      | 73,99       |  |
| Blancs et nuls | Blancs et nuls                  | Blancs et nuls | 1 535        | 2,99         | 1 183       | 2,13        |  |
| Exprimés       | Exprimés                        | Exprimés       | 49 888       | 97,01        | 54 347      | 97,87       |  |

#### Cinquième circonscription (Molsheim)
|                | Jean-Marie Caro sortant réélu | UDF (CDS)      | 24 038 | 61,67  |  |  |  |
|                | Robert Gilly                  | PS             | 9 930  | 25,47  |  |  |  |
|                | Bernard Winisdoeffer          | CNIP (UNM)     | 1 907  | 4,89   |  |  |  |
|                | Étienne Fernex                | MÉP            | 1 713  | 4,39   |  |  |  |
|                | Lucien Klein                  | PCF            | 1 389  | 3,56   |  |  |  |
|                |                               |                |        |        |  |  |  |
| Inscrits       | Inscrits                      | Inscrits       | 57 938 | 100,00 |  |  |  |
| Abstentions    | Abstentions                   | Abstentions    | 17 990 | 31,05  |  |  |  |
| Votants        | Votants                       | Votants        | 39 948 | 68,95  |  |  |  |
| Blancs et nuls | Blancs et nuls                | Blancs et nuls | 971    | 2,43   |  |  |  |
| Exprimés       | Exprimés                      | Exprimés       | 38 977 | 97,57  |  |  |  |

#### Sixième circonscription (Saverne)
|                | Adrien Zeller sortant réélu | Divers droite (UNM) | 29 472 | 72,79  |  |  |  |
|                | Jean-Paul Wantz             | PS                  | 7 547  | 18,64  |  |  |  |
|                | Hugues Stoeckel             | MÉP                 | 2 126  | 5,25   |  |  |  |
|                | Robert Hoffmann             | PCF                 | 894    | 2,21   |  |  |  |
|                | Bernard Kappler             | Extrême droite      | 448    | 1,10   |  |  |  |
|                |                             |                     |        |        |  |  |  |
| Inscrits       | Inscrits                    | Inscrits            | 60 457 | 100,00 |  |  |  |
| Abstentions    | Abstentions                 | Abstentions         | 18 876 | 31,22  |  |  |  |
| Votants        | Votants                     | Votants             | 41 581 | 68,78  |  |  |  |
| Blancs et nuls | Blancs et nuls              | Blancs et nuls      | 1 094  | 2,63   |  |  |  |
| Exprimés       | Exprimés                    | Exprimés            | 40 487 | 97,37  |  |  |  |

#### Septième circonscription (Wissembourg)
|                | François Grussenmeyer sortant réélu | RPR (UNM)      | 24 604 | 60,11  |  |  |  |
|                | Pierre Mammosser                    | PS             | 9 158  | 22,37  |  |  |  |
|                | Marcel Schmitt                      | Divers droite  | 6 372  | 15,57  |  |  |  |
|                | Georges Graf                        | PCF            | 800    | 1,95   |  |  |  |
|                |                                     |                |        |        |  |  |  |
| Inscrits       | Inscrits                            | Inscrits       | 59 385 | 100,00 |  |  |  |
| Abstentions    | Abstentions                         | Abstentions    | 17 552 | 29,56  |  |  |  |
| Votants        | Votants                             | Votants        | 41 833 | 70,44  |  |  |  |
| Blancs et nuls | Blancs et nuls                      | Blancs et nuls | 899    | 2,15   |  |  |  |
| Exprimés       | Exprimés                            | Exprimés       | 40 934 | 97,85  |  |  |  |

#### Huitième circonscription (Haguenau)
|                | Germain Sprauer sortant réélu | RPR (UNM)      | 30 868 | 59,53  |  |  |  |
|                | Dominique Collin              | PS             | 15 868 | 30,60  |  |  |  |
|                | René Cailliau                 | Divers droite  | 3 897  | 7,51   |  |  |  |
|                | Philippe Ottmann              | PCF            | 1 218  | 2,35   |  |  |  |
|                |                               |                |        |        |  |  |  |
| Inscrits       | Inscrits                      | Inscrits       | 78 166 | 100,00 |  |  |  |
| Abstentions    | Abstentions                   | Abstentions    | 25 052 | 32,05  |  |  |  |
| Votants        | Votants                       | Votants        | 53 114 | 67,95  |  |  |  |
| Blancs et nuls | Blancs et nuls                | Blancs et nuls | 1 263  | 2,38   |  |  |  |
| Exprimés       | Exprimés                      | Exprimés       | 51 851 | 97,62  |  |  |  |